# Yingmenquan
Yingmenquan (硬门拳, Pugilato della Scuola Dura) è uno stile delle arti marziali cinesi che è classificabile come Nanquan. È un pugilato originario della provincia di Jiangxi. 
La forma di base e più importante dello stile è Simenquan (四门拳, Pugilato delle quattro porte).
Queste invece sono alcune forme di armi: Batou (耙头, teste del rastrello), bandeng (板凳, panca), Hucha (虎叉, forca di tigre), dadao (大刀), Niu'er shuangdao(牛耳双刀), bang (棒, mazza), ecc.